# NROL-61
NROL-61 — космический аппарат Национального управления военно-космической разведки США

## Назначение и стоимость аппарата
Деятельность  Национального управления военно-космической разведки США, контролирующего разведывательные спутники США, засекречена. Поэтому стоимость и конкретное предназначение NROL-61 не объявлены

## Запуск
Запуск ракеты-носителя Атлас-5 с американским космическим аппаратом NROL-61 состоялся с космодрома на мысе Канаверал (штат Флорида). Старт был дан в 08:37 по времени Восточного побережья США. Аппарат выводился на орбиту компанией United Launch Alliance (ULA).  
Данный старт стал шестым по счету запуском, осуществленным компанией ULA в 2016 году, и 109-м за всё 10 лет существования ULA.

## Внешние ссылки
Запуск и эмблема миссии (в конце ролика) на YouTube